# Wu Fam
Le groupe de rap, Wu-Tang Clan a diverses « affiliations » qui reçoivent d'eux un soutien financier ou autre. C'est une liste des groupes musicaux ou des producteurs qui sont officiellement affiliés aux Wu-Tang, la plupart sont affiliés par RZA. Les associations des différentes affiliations varient énormément. La plupart ne sont pas réellement connus et en création de projets tandis que beaucoup d'autres connaissent déjà le succès.
Généralement, les affiliés les plus célèbres sont ceux qui sont le plus proches du Wu-Tang Clan. Parmi les autres artistes, on trouve La the Darkman, Shyheim, Gravediggaz, Wu-Syndicate, et Brooklyn Zu, Cilvaringz et Bronze Nazareth. 

## Groupes

### Black Market Militia
Discographie

### Killarmy
Discographie